# Attack the Block
Attack the Block és una pel·lícula britànica de 2011 de ciència-ficció i comèdia de terror escrita i dirigida per Joe Cornish i protagonitzada per John Boyega, Jodie Whittaker i Nick Frost. La seva història se centra en una banda de carrer d'adolescents que han de defensar-se dels invasors alienígenes depredadors en una finca del consell al sud de Londres la Nit de Guy Fawkes. Va ser el debut cinematogràfic de Cornish, Boyega i el compositor Steven Price.
Estrenada l'11 de maig de 2011, Attack the Block va tenir un rendiment inferior a la taquilla, però va rebre una acollida positiva per part de la crítica, amb elogis particulars per la direcció de Cornish i l'actuació de Boyega. També va rebre diversos reconeixements internacionals.

## Argument
A la nit de Guy Fawkes, la infermera en pràctiques Samantha Adams és assaltada per una banda d'adolescents: Pest, Dennis, Jerome, Biggz i el líder Moses. Quan un meteorit cau del cel a un cotxe proper, la Samantha s'escapa. Mentre Moses busca objectes de valor al cotxe, una criatura alienígena de la mida d'un gos li ratlla la cara. La criatura fuig, però la colla la persegueix i la mata. Amb l'esperança d'aconseguir fama i fortuna, porten l'animal mort al seu conegut, el traficant de cànnabis Ron i el seu cap Hi-Hatz, un líder de banda local, que en canvi recluta a Moses per treballar per ell.
Més objectes cauen del cel. Amb ganes de lluitar contra les criatures, la banda s'arma i van al lloc de l'accident més proper, on troben un alienígena mort, però altres aliens vius. Tanmateix, troben que aquests extraterrestres són molt més grans i amenaçadors. Després que un mata el pitbull Pogo de Dennis, la banda fuig però són interceptats per dos policies que acompanyen Samantha, i Moses és arrestat. Els extraterrestres segueixen a Moses i maten els oficials desarmats, deixant a Samantha i Moses atrapats dins d'una furgoneta. Dennis arriba al vehicle i l'allunya, només per xocar contra el cotxe d'Hi-Hatz quan passen per l'aparcament d'un edifici proper. La Samantha fuig mentre la resta de la colla de Moses s'aconsegueix i s'enfronta a Hi-Hatz i el seu sequaç, que acusa Moses d'intentar matar a Hi-Hatz per substituir-lo com a narcotraficant local. Arriba un alienígena i mata a l'esbirro, però és assassinat al seu torn per Hi-Hatz.
La banda intenta fugir a la Wyndham Tower, un bloc de torres, però són atacats fora pels extraterrestres; Biggz es veu obligat a amagar-se en una paperera de reciclatge, tot i que més tard és salvat per un parell de joves veïns que aconsegueixen matar l'alienígena. Mentrestant, Pest és mossegat a la cama per un extraterrestre que irromp al seu edifici. Descobreixen que la Samantha també viu al seu edifici i la convenç de tractar la cama de Pest. Un extraterrestre irromp al seu pis i Moses el mata amb una espasa samurai. En adonar-se que el grup no mentia sobre que les criatures eren extraterrestres, Samantha s'uneix a ells.
La colla es trasllada a dalt al pis on viuen la Tia, Dimples, Dionna i Gloria, creient que la seva porta de seguretat els mantindrà a salvo. En canvi, dos alienígenes ataquen des de fora, estavellant-se per les finestres i decapitant Dennis. Samantha mata un alienígena, salvant a Moses en el procés, mentre que Tia i Dimples aconsegueixen matar l'altre unint-s'hi. Les noies creuen que els nois són el focus de les criatures i els expulsen del pis. Hi-Hatz i dos sequaços més arriben i ataquen la colla, culpant-los de la mort del primer sequaç, però arriba un altre alienígena i persegueix a Hi-Hatz i els sequaços a un ascensor; només Hi-Hatz en surt viu.
En pujar a la sala d’herbes d'en Ron, la colla es topa amb més extraterrestres, però utilitzen els focs artificials com a distracció i aconsegueixen passar. Jerome es desorienta en el fum i és assassinat per un extraterrestre. Entrant a l'apartament d'en Ron, troben a Hi-Hatz esperant, que es prepara per disparar a Moses, però de sobte és atacat i assassinat per la resta dels extraterrestres que entren per la finestra. El grup fuig i se'ls uneix Brewis, un dels clients de Ron i estudiant de zoologia. Moses, Pest i Samantha es retiren a la cambra d’herbes, mentre en Ron s'amaga al pis.
A la sala d’herbes, Brewis nota una taca luminescent a la jaqueta de Moses sota la llum ultraviolada. Brewis teoritza que els extraterrestres són com espores, que van a la deriva per l'espai amb vents solars fins que arriben a un planeta habitable; després d'aterrar en una zona amb prou menjar, la femella deixa anar una feromona forta per atreure els mascles perquè puguin aparellar-se i propagar la seva espècie; Moisès porta olor des que va matar la femella, que és com els mascles sempre els han sabut trobar. Moisès persuadeix a Pest perquè torni l'anell robat de Samantha i junts formen un pla. Com que Samantha no s'ha tacat amb la feromona alienígena, pot anar al pis de Moses i encendre l'estufa de gas.
Samantha evita amb èxit els extraterrestres i encén el gas al pis. Ella abandona el bloc de la torre i Moisès, amb el cadàver de la petita dona alienígena lligat a l'esquena, corre cap al pis ple de gas amb tots els grans alienígenes masculins que el segueixen. Llança el cadàver al pis; amb un foc artificial encén l'habitació i salta per la finestra. L'explosió resultant mata tots els extraterrestres, però deixa el gratacel en flames. Moses sobreviu agafant-se a una bandera penjada del balcó.
Després, Moses, Pest, Brewis i Ron són arrestats i considerats responsables per la policia que arriba per totes les morts recents al voltant del bloc aquella nit. Aleshores, la policia demana a Samantha que identifiqui a Moses i als seus amics com els que van matar a tothom, inclosos els dos agents de policia que havien detingut Moses abans. En canvi, la Samantha diu que els nois són els seus veïns i que la van protegir. A la part posterior de la furgoneta de la policia, Moses i Pest escolten els residents del bloc animant a Moses; tots dos somriuen.

## Repartiment
Representant de la trama i la ubicació de la pel·lícula, la majoria del repartiment (molts dels quals parlaven Multicultural London English durant la pel·lícula) eren joves, relativament desconeguts i locals de la zona. D'acord amb el film de creació del DVD, els adolescents van ser seleccionats de les classes de teatre de les escoles immobiliàries del Consell de Londres i després van haver de passar per vuit audicions abans que se'ls ofereixi un paper. John Boyega es va assabentar d'aquesta pel·lícula a partir d'un anunci publicat a Internet. El repartiment inclou:
- John Boyega com a Moses, un lladre de baix nivell, líder de banda d'adolescents i orfe que busca respecte per tot el bloc.
- Jodie Whittaker com a Samantha Adams, una infermera en pràctiques i nova resident de la Wyndham Tower.
- Alex Esmail com a Pest, un bromista adolescent, piròman i lleial segon al comandament de la banda de Moses.
- Franz Drameh com a Dennis, un repartidor de pizzes de cap calent i el responsable de la banda.
- Leeon Jones com a Jerome, el membre més sensat de la colla i el més inclinat acadèmicament.
- Simon Howard com a Biggz, el membre més jove de la colla. Al llarg de la major part de la pel·lícula, Biggz queda atrapat en una paperera de reciclatge després de ser arraconat pels extraterrestres.
- Nick Frost com a Ron, el traficant de drogues local que viu a l'àtic de la Wyndham Tower i coneix a tothom.
- Luke Treadaway com a Brewis, un estudiant elegant que és un dels clients d'en Ron.
- Jumayn Hunter com a Hi-Hatz, el gàngster psicòpata local que és el temut cap de Ron.
- Danielle Vitalis com a Tia, una noia que viu a la Wyndham Tower que és l'interès amorós de Moses i amiga de la colla.
- Paige Meade com a Dimples, la companya d'habitació ràpida de la Tia que també és amiga de la colla.
- Sammy Williams com a Probs, un nen que vol unir-se a la colla de Moses.
- Michael Ajao com a Mayhem, el millor amic de Probs, que comparteix el seu objectiu d'unir-se a la colla de Moses.
- Jacey Sallés com a mare de Biggz.
- Karl Collins com el pare de Dennis.
- Joey Ansah com a policia.
- Chris Wilson com a agent de policia arrestador.

## Producció
Big Talk Pictures, conegut per pel·lícules com Shaun of the Dead, Arma fatal i Scott Pilgrim vs. The World, va produir la pel·lícula juntament amb Film4, The UK Film Council i StudioCanal.
La trama es va inspirar en un esdeveniment en què el director va ser assaltat, i després d'afegir l'angle de la ciència-ficció a la trama, Joe Cornish va entrevistar a diversos nens de grups de joves per tal d'esbrinar quin tipus d'armes farien servir si una invasió extraterrestre real. ha passat. El director volia contrarestar la tendència de les pel·lícules de terror 'dessuadora amb caputxa que demonitzaven els joves urbans. Cornish també va basar el personatge del porrero Brewis en ell mateix als seus vint anys.

### Rodatge
Attack the Block està ambientada en un barri de ficció que es diu a la pel·lícula que es troba al districte de Stockwell de Londres. En realitat, és un compost de diverses finques municipals de Londres. El director Cornish explica:
| « | Volíem imprimir un disseny clar a la ment de l'audiència des del principi, i com que no vam poder mostrar una fotografia aèria de la finca perquè no existeix, la manera de mostrar-ho era mostrant aquesta imatge superior del mapa a la al començament de la pel·lícula. | » |

El nom de Wyndham Tower apareix a l'esquerra de l'entrada del bloc de torres, fent referència a l'escriptor de ciència-ficció anglès John Wyndham, autor de la novel·la de 1953, The Kraken Wakes, que comença de manera similar amb extraterrestres envaint la Terra des de l'espai exterior, així com altres obres de monstres de ciència-ficció com ara 'El dia dels trífids'. Altres edificis de la finca reben el nom de J. G. Ballard, autor d'una sèrie de novel·les ambientades en grans torres urbanes, com ara High-Rise on el caos esclata en un bloc d'apartaments de Londres, i autors famosos de ciència-ficció H. G. Wells, Aldous Huxley i Douglas Adams.
La pel·lícula es va rodar arreu de Londres de març a maig de 2010, amb sis setmanes de rodatge nocturnal Heygate Estate a Elephant and Castle; Myatts Field, Brixton; Estació de metro Oval i Bemerton Estate a Islington. Les escenes interiors es van filmar als Three Mills Studios a Newham, part de l'East End de Londres.

### Efectes de criatures
Les criatures van començar amb dos homes amb vestits de goril·la amb mandíbules animatròniques; La postproducció va afegir qualitats sobrenaturals com el pelatge punxegut que no reflecteix cap llum, les urpes, les fileres de mandíbules bioluminiscents i fins i tot alguns dels seus moviments. En total, la pel·lícula inclou més de 100 plans d'efectes, que es van completar al llarg de 4 mesos per la casa d'efectes sueca Fido. Les criatures no tenen ulls i cacen i troben companys amb un olfacte extremadament evolucionat; el seu moviment s'habilita principalment mitjançant l'ecolocalització. Segons el comentari del DVD, els sorolls d'ecolocalització fets per les criatures eren una combinació de sonar de dofí barrejat digitalment amb els grunyits de desenes d'altres animals, i fins i tot una dona que cridava. Es van utilitzar alguns titella com l'alienígena femenina més petita i sense pèl que va aterrir el jove repartiment. El 2023, Cornish va declarar que els dissenys de les criatures es basaven en part en el seu gat que "engoleix la foscor".

## Llançament

### Cinema
La companyia de distribució britànica de StudioCanal Optimum Releasing va estrenar la pel·lícula al Regne Unit l'11 de maig de 2011. Sony Pictures Worldwide Acquisitions va adquirir els drets de distribució de la pel·lícula per a Amèrica del Nord i Amèrica Llatina, i el grup va obrir la pel·lícula en estrena limitada al Estats Units el 29 de juliol de 2011 a través de Screen Gems. Els distribuïdors nord-americans estaven preocupats perquè el públic nord-americà pogués no entendre els forts accents del Sud de Londres i fins i tot podria haver utilitzat subtítols si s'hagués de llançar als Estats Units. Cornish ho va reconèixer durant les preguntes i respostes de SXSW. Quan va preguntar a l'audiència: "Puc preguntar-vos alguna cosa? Els distribuïdors nord-americans estan nerviosos pel llenguatge, l'argot", el públic va dir que ho podien entendre.

### Mitjans domèstics
La pel·lícula es va estrenar en DVD i Blu-ray Disc al Regne Unit el 19 de setembre de 2011 i als Estats Units el 25 d'octubre de 2011. Play.com va llançar un Blu-ray exclusiu i edició de reproducció doble en DVD, amb una funda que brilla en la foscor, amb les mandíbules bioluminescents d'una de les criatures.

### Banda sonora
La banda sonora de la pel·lícula era una partitura original composta pel grup britànic de música electrònica Basement Jaxx, i Steven Price, excepte per algunes cançons que apareixen a la pel·lícula però no a la banda sonora (com la cançó de rap de 1993 "Sound of da Police" de KRS-One, i la cançó de reggae de 2006 "Youths Dem Cold" de Richie Spice, interpretat durant els crèdits finals). Una cançó de rap anomenada "Get That Snitch", original de la pel·lícula i interpretada pel personatge Hi-Hatz, apareix en diversos moments de la pel·lícula. La cançó completa es va incloure a les funcions especials del DVD. La partitura i l'àlbum de la banda sonora van ser mesclades per Gareth Cousins.

## Recepció

### Taquilla
El cap de setmana d'estrena al Regne Unit al maig de 2011, Attack the Block va recaptar 1.133.859 lliures, la qual cosa la va situar en tercer lloc només lleugerament per darrere de les superproduccions americanes Thor i Fast Five; també el cap de setmana d'obertura Attack the Block va tenir la mitjana més alta del lloc de cinema gairebé el doble de les altres pel·lícules. Pantalla per pantalla, Attack the Block va ser el millor rendiment de la setmana. A Amèrica del Nord, la presentació de la pel·lícula va començar al juliol de 2011 i va ser un fracas de taquilla tot i rebre bones crítiques en general. La seva actuació a sales va començar el juliol de 2011 i, en estrena limitada durant menys de dos mesos amb 66 cinemes en el seu punt àlgid, va aconseguir recaptar 1.024.175 dòlars (659.040 £) a Amèrica del Nord.

### Resposta crítica
Attack the Block va rebre l'aclamació de la crítica. L'agregació de ressenyes Rotten Tomatoes dona a la pel·lícula una puntuació del 90% basada en 183 ressenyes, amb una puntuació mitjana de 7,5/10. El consens crític del lloc diu: "Barrejant sense esforç ensurts, rialles i comentaris socials, Attack the Block és un fil de ciència-ficció emocionant i de ritme ràpid amb un sabor clarament britànic." A Metacritic, la pel·lícula té una puntuació de 75 sobre 100, basada en 27 crítics, que indica "crítiques generalment favorables".
El lloc web Slash film enumera Attack the Block com un "veritable clàssic de culte" que mereix les seves pròpies figures d'acció. A la seva ressenya, el crític de Chicago Sun-Times Roger Ebert va elogiar l'ús que fa la pel·lícula del desenvolupament del personatge i l'actuació de Boyega. Scott Wampler de The Examiner la va puntuar amb A+ i va dir que era oficialment la millor pel·lícula de la temporada de festivals de cinema de 2011 i li va agradar a altres debuts com Districte 9 de Neill Blomkamp i Reservoir Dogs de Quentin Tarantino. Matt Patches escrivint per a Cinemablend va dir "Attack the Block, fins i tot a petita escala, pot acabar com un dels les millors pel·lícules d'acció de l'any". Christ Tilly a IGN li va donar quatre estrelles dient "Cornish dirigeix amb la confiança de un professional experimentat" i anomenant la pel·lícula "una explosió de principi a fi." Ben Rawson-Jones de Digital Spy va atorgar a la pel·lícula quatre estrelles, dient que és "exactament el tipus de producte de producció pròpia que hauria de fer la indústria cinematogràfica britànica". Mark Kermode va fer una crítica mixta dient que no li desagradava la pel·lícula, però "volia que fos més divertida" i "necessitava que fos més espantosa".
Attack the Block va ser revisat pels crítics després del càsting dels seus dos actors principals com a estrelles de les franquícies de ciència-ficció insígnia: Boyega com a Finn a Star Wars i Whittaker com el tretzè doctor a Doctor Who. En una retrospectiva del 2017, Tom Philip escrivint per a GQ va descriure la pel·lícula com "un dels llargmetratges de debut amb més confiança de la memòria recent" i va dir que "encara destaca com uns de les millors de gènere-mashup de la dècada", mentre que Nathan Rabin per a Rotten Tomatoes va dir que la pel·lícula es mereixia un estatus de culte i la va anomenar "un vehicle de creació d'estrelles en el sentit més veritable". Va ser llistada entre les millors pel·lícules de Wired Magazine de la dècada de 2010.

### Reconeixements
- Premi del públic a la millor pel·lícula (Midnights) a SXSW 2011[31]
- Premi del públic a la millor pel·lícula narrativa al Festival de Cinema de Los Angeles[32]
- Premi del públic a la millor pel·lícula europea o nord-americana al FanTasia 2011[33]
- Melies d'Argent al Millor Llargmetratge Fantàstic Europeu 2011 al Festival Internacional de Cinema Fantàstic de Lund[34]
- Premi Muut al millor concepte visual al Festival Internacional de Cinema de Miskolc 2011[35]
- Premi Bassan Arts and Crafts al millor disseny de producció al Festival de Cinema de Torí 2011[36]
- Golden Mouse Online Critics Award a la millor pel·lícula al Festival de Cinema de Torí 2011[37]
- Millor director debut als Premis New York Film Critics Online 2011
- Millor primera pel·lícula als premis Toronto Film Critics Association 2011[38]
- Millor banda sonora original al XLIV Festival Internacional de Cinema Fantàstic de Catalunya[39]
- Premi Especial del Jurat al Festival de Cinema de Sitges[39] 2011
- Premi del públic a la millor pel·lícula al Festival de Cinema de Sitges 2011[39]
- Premi de la Crítica Jose Luis Guarner al Festival de Cinema de Sitges[39] 2011
- Menció especial als premis Black Film Critics Circle de 2011: "Attack The Block és una pel·lícula de gènere que desafia una sèrie de convencions, no només per tenir un repartiment principalment negre, sinó també per retratar cada personatge amb una dignitat que es veu rarament a la pantalla i encara més rarament. en una pel·lícula de ciència-ficció."[40]
- Millor primera pel·lícula als premis de l'Austin Film Critics Association 2011[41]
- Millor banda sonora original als premis de l'Austin Film Critics Association de 2011[41]
- Millor actor per a John Boyega als Black Reel Awards 2011[42]
- Pel·lícula estrangera destacada als Black Reel Awards 2011[42]

## Seqüeles
El maig de 2021, es va anunciar que Cornish escriuria i dirigiria una seqüela, amb Boyega a punt de repetir el seu paper i produir.